# Beinn Damh
Beinn Damh är ett berg i Storbritannien.   Det ligger i kommunen Highland och riksdelen Skottland, i den nordvästra delen av landet, 700 km nordväst om huvudstaden London. Toppen på Beinn Damh är 903 meter över havet, eller 565 meter över den omgivande terrängen. Bredden vid basen är 5,5 km.
Terrängen runt Beinn Damh är huvudsakligen kuperad. Trakten runt Beinn Damh är nära nog obefolkad, med mindre än två invånare per kvadratkilometer. Närmaste större samhälle är Plockton, 19,1 km söder om Beinn Damh. Trakten runt Beinn Damh består i huvudsak av gräsmarker.